# Alonso de Zurita
Pour les articles homonymes, voir Zurita et Zorita.
Alonso de Zurita (dont le nom de famille s'orthographie également Zorita), né vers 1512 en Andalousie (probablement à Cordoue) et mort vers 1585 en Espagne (probablement à Grenade), est un juriste et historien espagnol connu pour ses chroniques de la Nouvelle-Espagne coloniale et préhispanique.

## Biographie
On ne possède à son sujet presque aucun autre renseignement que ceux qu'il fournit lui-même dans ses lettres et ses mémoires.
Après avoir obtenu une licence de droit à l'université de Salamanque en 1540, il partit pour l'Amérique où il commença son travail de juriste en Nouvelle-Grenade,. Il fut ensuite nommé successivement « oídor » (magistrat royal) à Saint-Domingue en 1547, « juez de residencia » du gouverneur de Nouvelle-Grenade de 1550 à 1552, « oídor » de Los Confines de 1553 à 1556, puis, après avoir obtenu le titre de docteur en droit de la Real y Pontificia Universidad en 1556, il fut finalement nommé « oídor » de la Nouvelle-Espagne, à Mexico, de 1556 à 1566. Il revint ensuite en Espagne, où il finit sa vie à Grenade probablement vers 1585.

## Œuvre
Il a laissé divers ouvrages ; un seul, relatif à l'organisation sociale de la population indigène, a été traduit en français, publié par Henri Ternaux-Compans sous le titre de Rapport sur les diverses classes de chefs de la Nouvelle-Espagne, à Paris, en 1839. Ce « rapport », qui fournit des détails importants sur un sujet mal connu, est une source d'information très précieuse pour l'étude des origines de l'histoire du Mexique.